# Trash (음반)
| 전문가 평가 | 전문가 평가 |
| 평가 점수   | 평가 점수   |
| 출처        | 점수        |
| ----------- | ----------- |
| Allmusic    | [ 1 ]       |

《Trash》는 미국의 록 음악가 앨리스 쿠퍼가 1989년 7월 25일에 발매한 열한 번째 스튜디오 음반이다. 이 음반은 1977년 쿠퍼의 싱글 〈Poison〉이 수록된 곡으로, 쿠퍼의 첫 톱 10 히트곡이자 쿠퍼의 음악 경력에 큰 성공을 거두어 각종 음반 차트 톱 20에 진입했고 2백만 장 이상이 팔렸다. 《Trash》는 존 맥커리(줄리언 레논과 함께 작업한 경험이 있는 분), 본 조비 출신의 휴 맥도널드, 그리고 각각 드럼과 키보드의 빌리 스퀴어의 솔로 밴드인 바비 츄이나드와 앨런 세인트 존도 베이스를 맡고 있다. 이 음반은 "그의 헤어 메탈 음반 중 가장 큰 히트곡"이었다.

## 배경
성공적인 "The Nightmare Returns" 투어에서 앨리스가 음악 산업으로 돌아온 후, 쿠퍼는 데스몬드 차일드의 도움을 받아 컴백 음반을 만들었다. 《Trash》는 〈Poison〉, 〈Bed of Nails〉, 〈House of Fire〉, 〈Only My Heart Talkin'〉의 뮤직 비디오와 함께 쿠퍼의 가장 큰 음반 중 하나가 되었다. 음반을 지원하는 성공적인 1년 간의 전세계 콘서트 투어가 홈 비디오 발매인 《Alice Cooper Trashes The World》에 녹음되었다.
이 음반에는 존 본 조비, 스티브 배터스, 스티븐 타일러를 비롯해 1988년 쿠퍼 밴드를 탈퇴한 가수 겸 기타리스트 케인 로버츠 등 많은 게스트 공연이 수록되어 있다. 작곡 기고 또한 조앤 제트, 다이앤 워런, 존 본 조비, 리치 샘보라, 존 맥커리가 작곡했다.

## 곡 목록
| #   | 제목                               | 작사·작곡                                | 재생 시간 |
| --- | ---------------------------------- | ---------------------------------------- | --------- |
| 1.  | 〈Poison〉                         | 앨리스 쿠퍼, 데스몬드 차일드, 존 맥커리  | 4:29      |
| 2.  | 〈Spark in the Dark〉              | 쿠퍼, 차일드                             | 3:52      |
| 3.  | 〈House of Fire〉                  | 쿠퍼, 차일드, 조앤 제트                  | 3:47      |
| 4.  | 〈Why Trust You〉                  | 쿠퍼, 차일드                             | 3:12      |
| 5.  | 〈Only My Heart Talkin'〉          | 쿠퍼, 브루스 로버츠, 앤디 골드마크       | 4:47      |
| 6.  | 〈Bed of Nails〉                   | 쿠퍼, 차일드, 케인 로버츠, 다이앤 워런   | 4:20      |
| 7.  | 〈This Maniac's in Love with You〉 | 쿠퍼, 차일드, 밥 헬드, 톰 틸리           | 3:48      |
| 8.  | 〈Trash〉                          | 쿠퍼, 차일드, 마크 프레이저, 제이미 세버 | 4:01      |
| 9.  | 〈Hell Is Living Without You〉     | 쿠퍼, 차일드, 존 본 조비, 리치 샘보라    | 4:11      |
| 10. | 〈I'm Your Gun〉                   | 쿠퍼, 차일드, 맥커리                     | 3:47      |

## 인증
| 국가                                                  | 인증     | 판매량/출하량 |
| ----------------------------------------------------- | -------- | ------------- |
| 오스트레일리아 (ARIA)                                 | 플래티넘 | 70,000^       |
| 오스트리아 (IFPI 오스트리아)                          | 골드     | 25,000*       |
| 캐나다 (뮤직 캐나다)                                  | 플래티넘 | 100,000^      |
| 핀란드 (Musiikkituottajat)                            | 골드     | 50,912        |
| 독일 (BVMI)                                           | 골드     | 250,000^      |
| 뉴질랜드 (RMNZ)                                       | 플래티넘 | 15,000^       |
| 스웨덴 (GLF)                                          | 골드     | 50,000^       |
| 스위스 (IFPI 스위스)                                  | 골드     | 25,000^       |
| 미국 (RIAA)                                           | 플래티넘 | 1,000,000^    |
| *판매량을 기반으로 한 인증 ^출하량을 기반으로 한 인증 |          |               |